# Théorie de la garantie
La théorie de la garantie est une notion juridique développée par Boris Starck (1909-1974). 
Pour cet auteur le droit subjectif à la sécurité est le fondement de la vie en société. Ce droit à la sécurité est encore appelé droit à "la vie humaine, l'intégrité corporelle et celle de ses biens, sa tranquillité, son honneur".  Aussi ce droit à la sécurité doit pouvoir garantir la réparation à la victime d'un dommage, sans qu'il soit nécessaire de prouver la faute de l'auteur de ce dommage. Cette théorie, bien que partiellement consacré par le droit positif a eu une influence importante sur la jurisprudence dans la seconde moitié du XXe siècle.
Il est certain que Boris Starck contribua largement au changement contemporain de perspective qui s'est opéré dans le Droit de la responsabilité civile, s'intéressant en priorité à la victime comme créancière d'indemnité, plus qu'à l'auteur du dommage.

## L'auteur
Né en 1909 à Craiova en Roumanie, il vient à Paris à l'âge de 21 ans pour y poursuivre des études de droit, commencées en Roumanie. Il fera un détour par la Sorbonne, le temps d'y passer un certificat de sociologie. Il rédigera avant la guerre de 1939-1940, la thèse de doctorat qui consacre la naissance de la théorie de la garantie: « Essai d'une théorie générale de la responsabilité civile considérée en sa double fonction de garantie et de peine privée». Son auteur, ayant été déchu de la nationalité française par le gouvernement de Vichy, sera obligé d'interrompre une carrière déjà brillante et de se réfugier en zone libre. L'ouvrage passera la guerre dans le coffre d'une banque avant d'être publié en 1947. Professeur agrégé, il enseignera le droit civil à Alger, Lyon, Lille puis à Paris. Il décédera à Paris en 1974.

## La théorie
Les théories du risque  et de la faute, pour Boris Starck, présentent le même défaut, à savoir de se placer du côté de l’auteur du dommage pour expliquer l’engagement de la responsabilité. Il propose donc de se placer du côté du préjudice subi et de ne se préoccuper que de la victime. La théorie de la garantie se fonde sur « la reconnaissance d’un droit individuel à la sécurité, dont toute violation non autorisée constitue un dommage causé sans droit, une injustice en soi, indépendamment de l’état psychique et mental de celui qui l’a causé». 
La théorie de la garantie qu’il propose de construire, et qui se distingue d’un régime de responsabilité classique : « conduit toujours à poser que l’unique condition de l’obligation de réparer le préjudice causé c’est le caractère illicite du dommage ». Starck pose ainsi les fondements d'une responsabilité sans faute, affirmant que si la faute est toujours un événement anormal, on peut en conclure que « tout événement anormal puisse être rattaché à une faute ».

Pour Starck, la garantie permet l’indemnisation de tout dommage illicite, l’analyse reposant sur l’existence d’un droit à la sécurité qui serait garanti par l’indemnisation des dommages illicites. Le fondement de la responsabilité serait donc identifié non par la seule considération du fait générateur, mais également au regard de la situation de la victime. En définitive, la théorie de Starck est finalement bien une théorie de la responsabilité car « La théorie de la garantie justifie l’obligation d’indemniser la victime par l’idée de violation de ses droits ». C’est donc parce que le responsable a violé les droits d’un tiers, et plus précisément son droit à la sécurité, qu’il est responsable. Plus qu’une véritable garantie, la thèse de Starck vise essentiellement à écarter l’élément subjectif de la responsabilité. La garantie n’est alors que l’autre nom donné à la règle de responsabilité. Cette règle consiste en ce que celui qui porte atteinte à la sécurité d’autrui en est responsable et doit réparer le préjudice qui en résulte. La garantie peut donc être le nom donné à cette fonction de la responsabilité mais n’en constitue pas le fondement.

Boris Starck limite l'application de la théorie de la garantie aux seuls dommages corporels et matériels, laissant à la responsabilité pour faute la réparation des préjudices moraux et économiques. Toute personne dispose également d'un droit d'agir, qui implique, dans une certaine mesure, celui de nuire à autrui. En conséquence, la responsabilité civile se situerait au point de rencontre du droit à la sécurité des uns et de la liberté d'action des autres. Toutefois, dans la conception de la théorie le droit à la sécurité doit l'emporter, ce qui le conduit à nuancer les conditions de la réparation, suivant la nature du dommage. En effet, si une personne, en exerçant son droit d'agir, porte atteinte à la sécurité d'une autre, le dommage corporel ou matériel qui en découle doit faire l'objet d'une réparation, sans qu'il soit nécessaire d'établir une faute quelconque du responsable; si en revanche le préjudice procède de la confrontation entre les droits d'agir de deux individus, pour se traduire par un préjudice de nature simplement économique ou morale, la victime n'obtiendra réparation que si une faute est établie à la charge du responsable. Il existe donc des cas de responsabilité pour faute ou sans faute, mais le fondement réel et unique de la responsabilité serait la «garantie» que l'on doit à certains droits considérés comme essentiels.

## Deux articles nouveaux
Boris Starck synthétise la théorie de la garantie en proposant deux articles nouveaux, reposant sur la distinction entre dommages aquiliens et dommages non aquiliens :

### Article I
Toute personne qui par son fait ou les choses dont elle se sert provoque la mort d’une autre personne, porte atteinte à son intégrité corporelle, détruit ou détériore les objets matériels lui appartenant est obligée de réparer le préjudice causé. Les choses qui occupaient leur place normale ou qui ont normalement fonctionné ne peuvent être retenues parmi les causes de l’accident. Le défendeur se soustrait à l’obligation de réparer en prouvant que l’accident n’est pas dû en réalité à son activité mais à un évènement de force majeure. 

### Article II
Les dommages autres que ceux prévus à l’article précédent devront également être réparés par leur auteur, s’ils résultent de son empiètement illégal sur les droits et libertés de la victime. Sont licites les dommages qui forment la substance même des droits et libertés individuelles et ceux que la loi ou les usages reconnus laissent à la charge de la victime. Dans tous les cas, le dommage imputable à l’imprudence, la négligence, la maladresse ou la déloyauté du défendeur, ou à l’exercice d’une activité sans motif légitime, est un dommage illégal et engage sa responsabilité.

## Le lien avec le droit allemand
Bien que Boris Starck n'y fasse aucune référence expresse, il existe de sérieuses raisons pour penser que ce droit l'ait fortement inspiré dans son élaboration de la théorie de la garantie. D'abord, il reprend l'idée d'envisager le fait générateur du droit à réparation en partant de la nature de l'intérêt atteint. Par ailleurs, on relèvera une étonnante ressemblance entre les formulations respectives : Le § 823 alinéa 1er BGB est censé protéger l'intégrité des biens et des personnes en accordant sa protection «à la vie, au corps, à la santé, à la liberté, à la propriété». Starck, de son côté, réclame «un droit à la vie, à l'intégrité corporelle et à l'intégrité matérielle des objets nous appartenant ». Enfin, de part et d'autre, c'est avec les mêmes arguments, tel que le besoin de protéger la liberté d'agir, que l'on justifie une protection moins intense des intérêts purement économiques et moraux. Néanmoins, Boris Starck s'écarte du modèle allemand en élevant d'un cran la protection de l'intégrité physique, estimant que la seule atteinte génère ici un droit à réparation.

## Critiques
Boris Starck savait « qu'aucun texte, aucun attendu » ne conférait au droit subjectif à la sécurité un caractère juridique. Il admettait que la théorie de la garantie ne reposait que sur le « seul examen expérimental dont dispose la science du droit, celui de la jurisprudence ».

Christophe Radé propose de justifier le renversement de perspective proposé par Starck en visant l'article deux de la Déclaration des Droits de l'Homme et du Citoyen, qui affirme l'existence d'un « droit à la sûreté », considéré comme un « droit naturel et imprescriptible de l'homme », à l'égal de la liberté et de la propriété. Il défend la thèse que la promotion du droit à la sûreté serait de nature à assurer la prise en charge de dommages dans des hypothèses où, aujourd'hui, la jurisprudence hésite.